# 贾宝执
贾宝执（1917年—1973年12月2日），山西兴县白家沟人。中华人民共和国政治人物。

## 生平
出身贫苦，15岁给地主打短工。七七事变后参加抗日斗争。1940年，加入中国共产党，在支前抗战、减租减息运动中样样走在前面。1944年2月率先创办白家沟土地运输合作社。翌年出席晋绥边区群英会，被评为甲等模范。中华人民共和国成立后，1950年，他出席了全国战斗英雄、工农业劳动模范代表大会，被评为全国农业劳动模范。1951年，代表白家沟合作社出席山西省劳动模范代表大会。
1952年，随中国农民代表团赴苏联、波兰、德意志民主共和国参观访问。同年冬，他借鉴东欧社会主义建设的经验，首先在白家沟实现了合作化，将原来的“土地运输合作社”更名为“吕梁先锋农业生产合作社”，任社长兼党支部书记。1955年，贾宝执联合9个初级社，成立了白家沟高级农业生产合作社。1956年，他出席了中共第八次全国代表大会。1958年白家沟成立人民公社，贾宝执任公社主任兼白家沟大队党支部书记。翌年出席了第二届全国人民代表大会和国务院召开的社会主义建设积极分子代表大会。1964年出席了第三届全国人民代表大会。文化大革命中被撤销职务。1972年恢复工作，任中共兴县县委常委、兴县革委会副主任、白家沟公社革委会主任兼白家沟大队党支部书记。1973年12月2日，他在农田水利基本建设工地上排除险炮时，为抢救3名社员而去世，时年56岁。1974年5月9日，山西省革命委员会追认他为烈士。